# Torrescárcela
Torrescárcela ist ein nordspanisches Dorf und eine Gemeinde (municipio) mit 164 Einwohnern (Stand: 2024) in der Provinz Valladolid in der autonomen Region Kastilien-León. Zur Gemeinde gehört neben dem Hauptort Torrescárcela die Ortschaft Aldealbar.

## Lage
Torrescárcela liegt in der kastilischen Hochebene in einer Höhe von etwa 885 m. Die Provinzhauptstadt Valladolid befindet sich gut 29 Kilometer (Fahrtstrecke) westnordwestlich. Das Klima im Winter ist durchaus kalt, im Sommer dagegen warm bis heiß; die spärlichen Regenfälle (ca. 511 mm/Jahr) fallen verteilt übers ganze Jahr.

## Bevölkerungsentwicklung
| Jahr      | 1970 | 1981 | 1991 | 2001 | 2011 | 2021 |
| Einwohner | 349  | 248  | 198  | 163  | 192  | 168  |

## Sehenswürdigkeiten
- Justus-und-Pastor-Kirche in Torrescárcela
- Ruine der Peterskirche von Aldealbar
- Marienkirche von Aldealbar

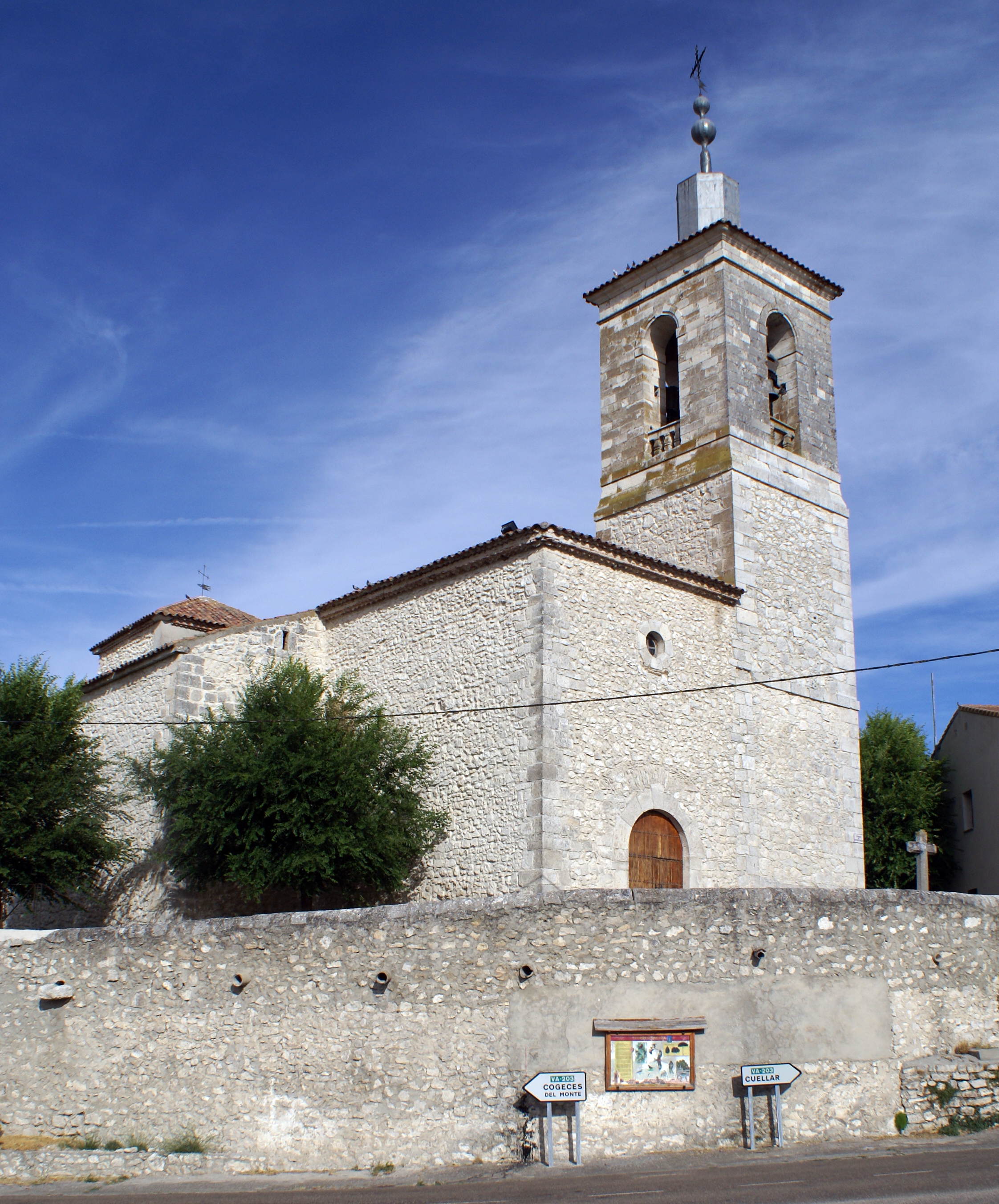
Justus-und-Pastor-Kirche
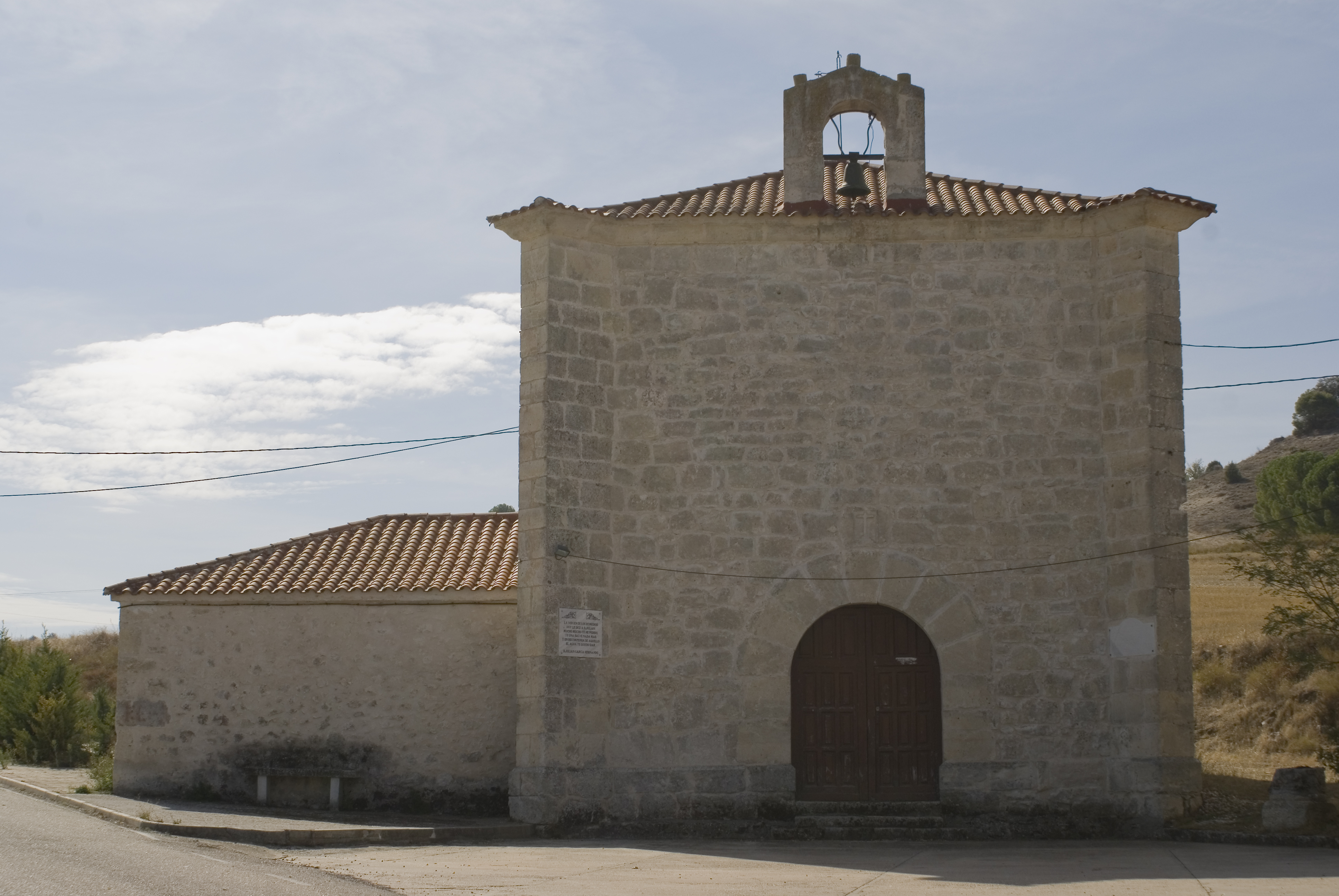
Marienkirche
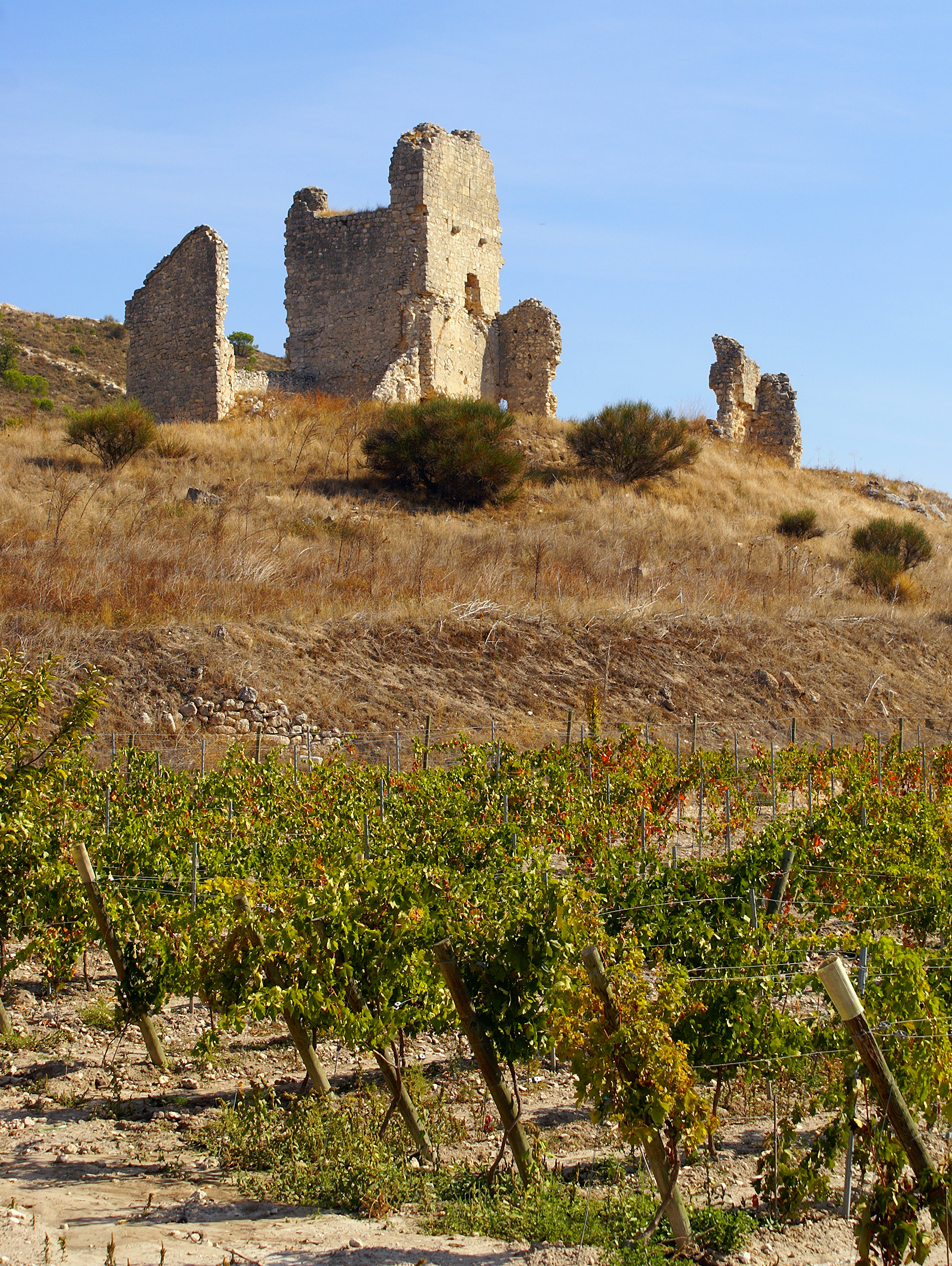
Ruinen der Peterskirche